# U.S. Route 141
La U.S. Route 141 (US 141) est une US Route sud–nord se trouvant au Wisconsin et au Michigan. La route relie l'I-43 près de Bellevue, Wisconsin à la US 41 / M-28 près de Covington, Michigan. La route compte deux segments dans chacun des états; après avoir parcouru 103 miles (166 km) au Wisconsin, elle entre au Michigan pour environ huit miles (13 km). Ensuite, elle entre à nouveau au Wisconsin pour environ 14 miles (23 km) avant d'entrer au Michigan à nouveau. Elle y parcourt 43 miles (70 km) jusqu'à son terminus nord, pour une distance totale d'environ 169 miles (272 km).

## Description du tracé

### Wisconsin
La route débute à l'échangeur avec l'I-43 à Bellevue, au sud-est de Green Bay. Elle traverse Green Bay et rejoint la US 41 à l'endroit où l'I-41 et l'I-43 se rencontrent et prennent fin. Le multiplex US 41 / US 141 se dirige vers le nord jusqu'à Abrams, où les routes se séparent. La US 141 continue vers le nord et passe par Lena et Pound, après quoi elle passe d'une route à quatre voies à une route à deux voies. Elle se poursuit vers le nord en passant par Wausaukee, Pembine et Niagara où elle traverse la rivière Menominee pour entrer au Michigan.

### Michigan
La US 141 entre au Michigan pour la première fois à Quinnesc. Elle y croise la US 2 et les routes forment un multiplex vers l'ouest, jusqu'à la frontière avec le Wisconsin près d'Iron Mountain.

### Wisconsin
La route entre au Wisconsin en multiplex avec la US 2. Elle se dirige vers le nord-ouest et passe par Florence. Au nord-ouest de celle-ci, la route entre à nouveau au Michigan.

### Michigan
La US 2 / US 141 entre au Michigan au sud de Crystal Falls. C'est dans cette ville que les routes se séparent et que la US 141 reprend la direction nord. Elle traverse de larges section boisées et atteint son terminus nord à Covington, à la jonction avec la US 41 / M-28.

## Intersections majeures
Wisconsin
 I-43 à Bellevue
 I-41 / US 41 à Howard. La US 41 / US 141 forment un multiplex jusqu'à Abrams.
 I-43 à Howard
 US 8 à Pembine. Les routes forment un multiplex jusqu'au sud-est de Niagara.
Michigan
 US 2 à Quinnesc. Les routes forment un multiplex jusqu'à Crystal Falls.
Wisconsin
Aucune intersection majeure
Michigan
 US 41 / M-28 près de Covington